# Pouteria putamen-ovi
Pouteria putamen-ovi är en tvåhjärtbladig växtart som beskrevs av Terence Dale Pennington. Pouteria putamen-ovi ingår i släktet Pouteria och familjen Sapotaceae. IUCN kategoriserar arten globalt som sårbar. Inga underarter finns listade i Catalogue of Life.